# Xoxonacatla
Xoxonacatla är en ort i Mexiko.   Den ligger i kommunen Zacatlán och delstaten Puebla, i den sydöstra delen av landet, 140 km nordost om huvudstaden Mexico City. Xoxonacatla ligger 2 009 meter över havet och antalet invånare är 2 007.
Terrängen runt Xoxonacatla är kuperad söderut, men norrut är den bergig. Runt Xoxonacatla är det ganska tätbefolkat, med 160 invånare per kvadratkilometer. Närmaste större samhälle är Zacatlán, 8,3 km söder om Xoxonacatla. I omgivningarna runt Xoxonacatla växer i huvudsak blandskog.